# Copa Continental de la WSE 2024
La Copa Continental de la WSE 2024 (en anglès, WSE Continental Cup 2024) és la quaranta-quatrena edició de la competició. Se celebra el 26 i 27 d'octubre de 2004 al Pavelló Dr. Salvador Machado d'Oliveira de Azeméis. Hi participen els campions i subcampions de les dues competicions europees d'hoquei sobre patins, la Lliga de Campions de la WSE i la Copa de la WSE. Es disputa en format de final a quatre.

## Clubs participants
- Follonica Hockey, com a subcampió de la Copa de la WSE
- Igualada Rigat HC, com a campió de la Copa de la WSE
- Sporting CP, com a campió de la Lliga de Campions de la WSE
- UD Oliveirensesimoldes, com a subcampió de la Lliga de Campions de la WSE

## Competició

### Quadre de competició
|  | Semifinals             | Semifinals             |                  |  | Final | Final |
|  |                        |                        |                  |  |       |       |
|  | 26 d'octubre 14:00 UTC |                        |                  |  |       |       |
|  |                        |                        |                  |  |       |       |
|  | Sporting CP            | 5                      |                  |  |       |       |
|  | Sporting CP            | 5                      | 27 d'octubre UTC |  |       |       |
|  | Follonica Hockey       | 4                      |                  |  |       |       |
|  | Follonica Hockey       | 4                      | Sporting CP      |  |       |       |
|  | 26 d'octubre 18:00 UTC |                        |                  |  |       |       |
|  |                        | UD Oliveirensesimoldes |                  |  |       |       |
|  | Igualada Rigat HC      | 1                      |                  |  |       |       |
|  | Igualada Rigat HC      | 1                      |                  |  |       |       |
|  | UD Oliveirensesimoldes | 5                      |                  |  |       |       |
|  | UD Oliveirensesimoldes | 5                      |                  |  |       |       |

### Semifinals

#### Sporting CP vs Follonica Hockey
| Sporting CP                                               | 5‐4      | Follonica Hockey                            |
| --------------------------------------------------------- | -------- | ------------------------------------------- |
| González 2' · Bridge 3', 44' · Malgahaes 18' · Verona 53' | Informet | Pagnini 7' · Montigel 23' · Banini 28', 34' |